# Misión Londres
Misión Londres es una película de 2010 escrita por Dimitar Mitovski. Es con los más conocidos actores búlgaros.

## Sinopsis
Cuando la mujer del presidente búlgaro decide dar recepción en Londres, ella manda al embajador búlgaro (Varadin) en Inglaterra una tarea - que conlleva que este reciba a la reina Elizabeth II de Inglaterra.
Pero en la embajada de Bulgaria reina el caos, el que Varadin tendrá que manejar.
- Datos: Q6018506